# 95219 Borgman
95219 Borgman este un asteroid din centura principală de asteroizi.

## Descriere
95219 Borgman este un asteroid din centura principală de asteroizi. A fost descoperit pe 8 februarie 2002 la Needville de Observatorul din Needville. Asteroidul prezintă o orbită caracterizată de o semiaxă mare de 3,11 ua, o excentricitate de 0,08 și o înclinație de 23,8° în raport cu ecliptica.